# جهانگیرآباد
جهانگیرآباد (به انگلیسی: Jahangirabad) یک منطقهٔ مسکونی در هند است که در شهرستان بلندشهر واقع شده‌است.

## خصوصیات
جهانگیرآباد  ۵۹٬۸۵۸ نفر جمعیت دارد و ۶۸ متر بالاتر از سطح دریا واقع شده‌است.